# ZIL-111
O ZIL-111 foi uma limusina produzida na União Soviética pela empresa Zavod Imeni Likhachova entre os anos de 1958 a 1967. Foi a primeira limusina fabricada depois da Segunda Guerra Mundial pela União Soviética. Este veículo ganhou uma menção no Guinness World Records como o maior carro de passageiros do mundo.

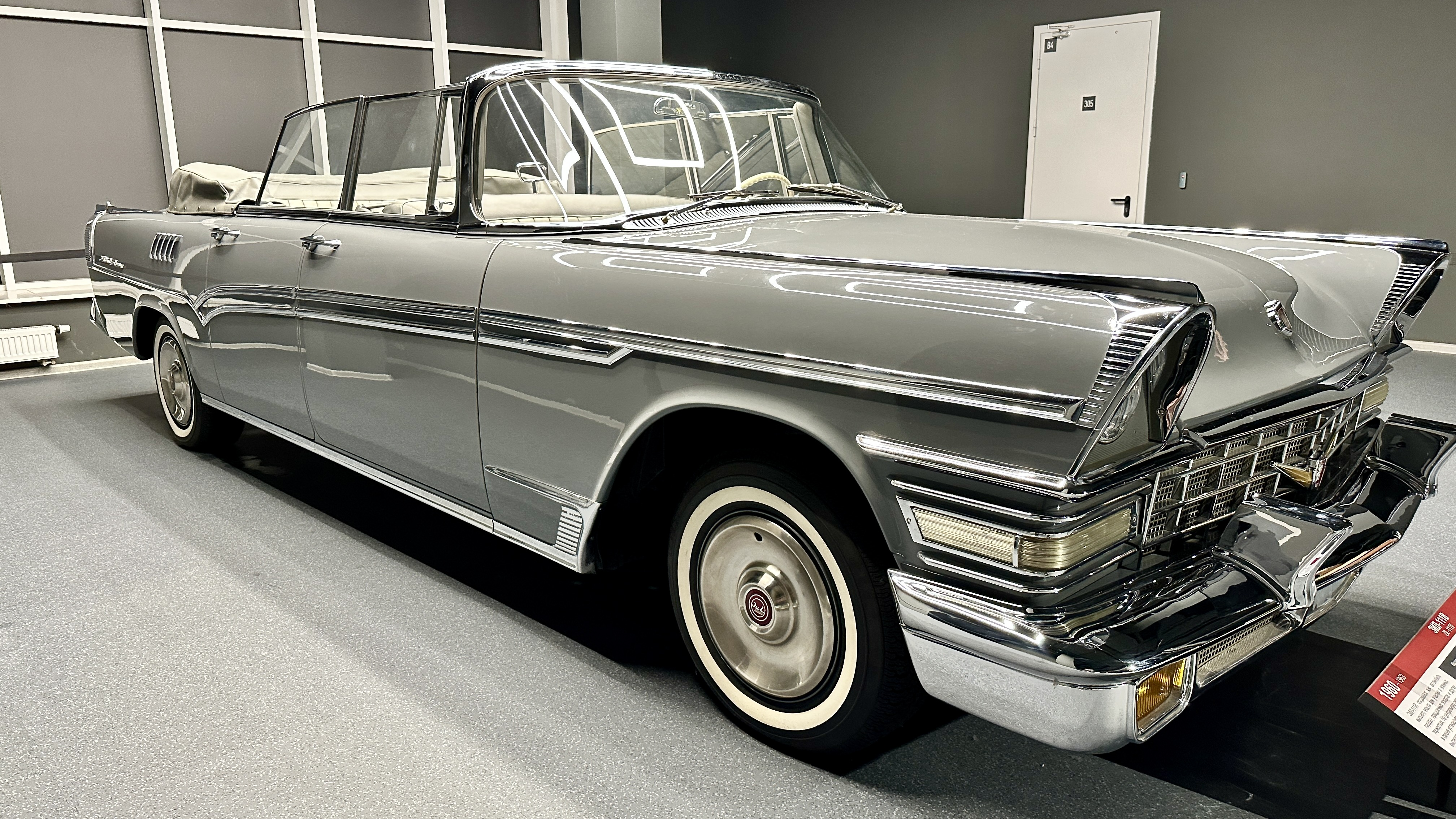
Frente do ZIL-111V
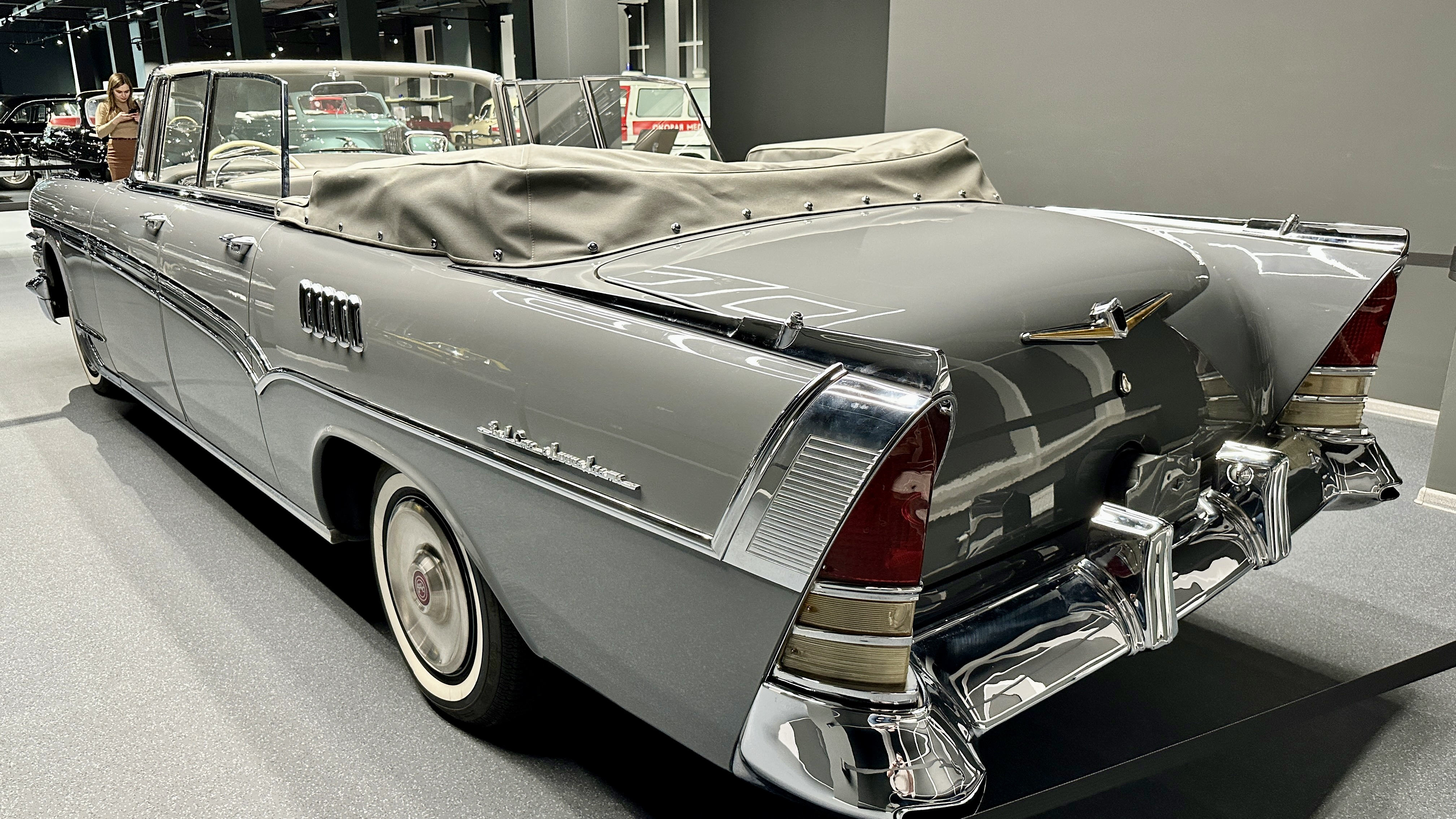
Traseira do ZIL-111V
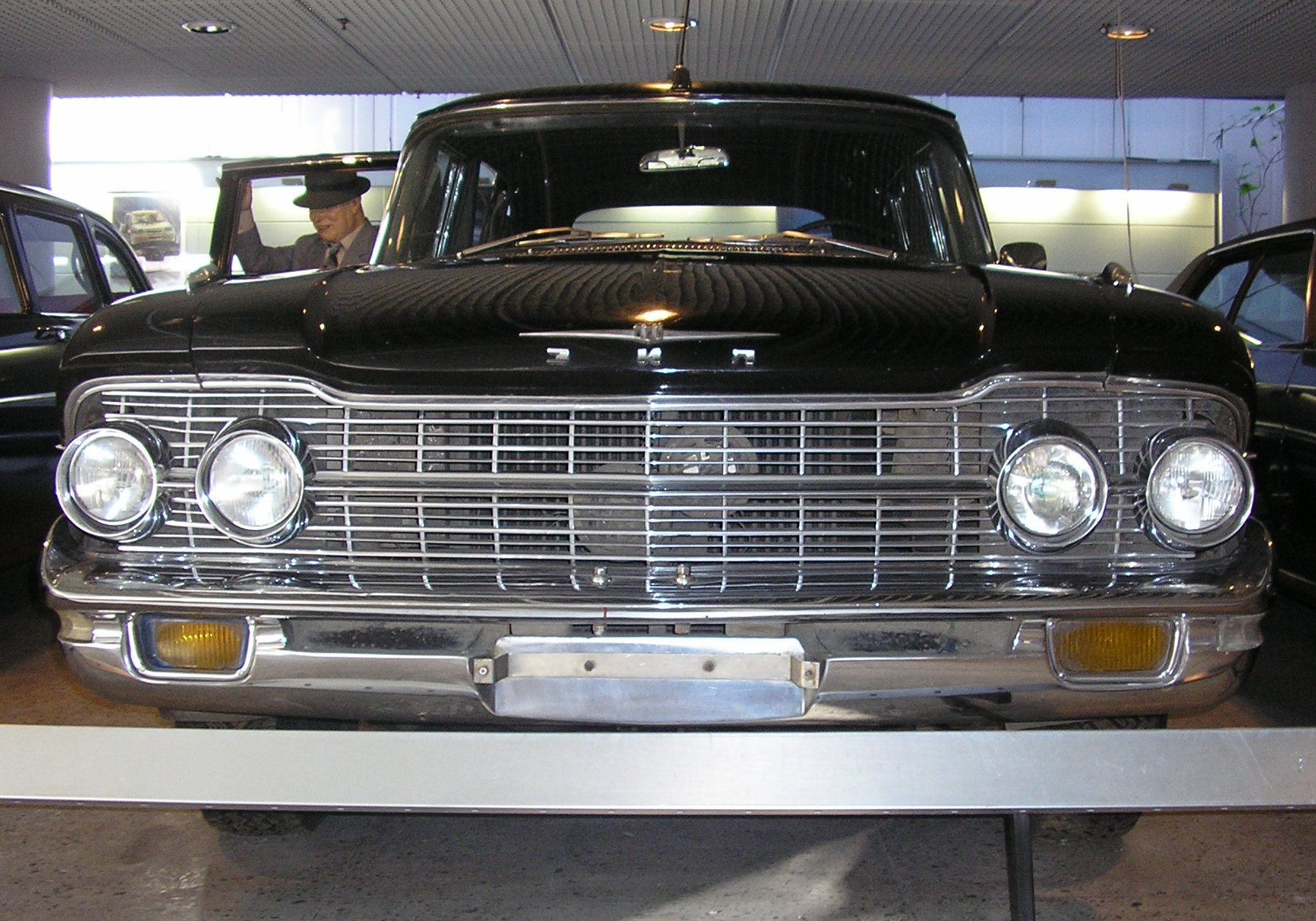
Frente do ZIL-111G
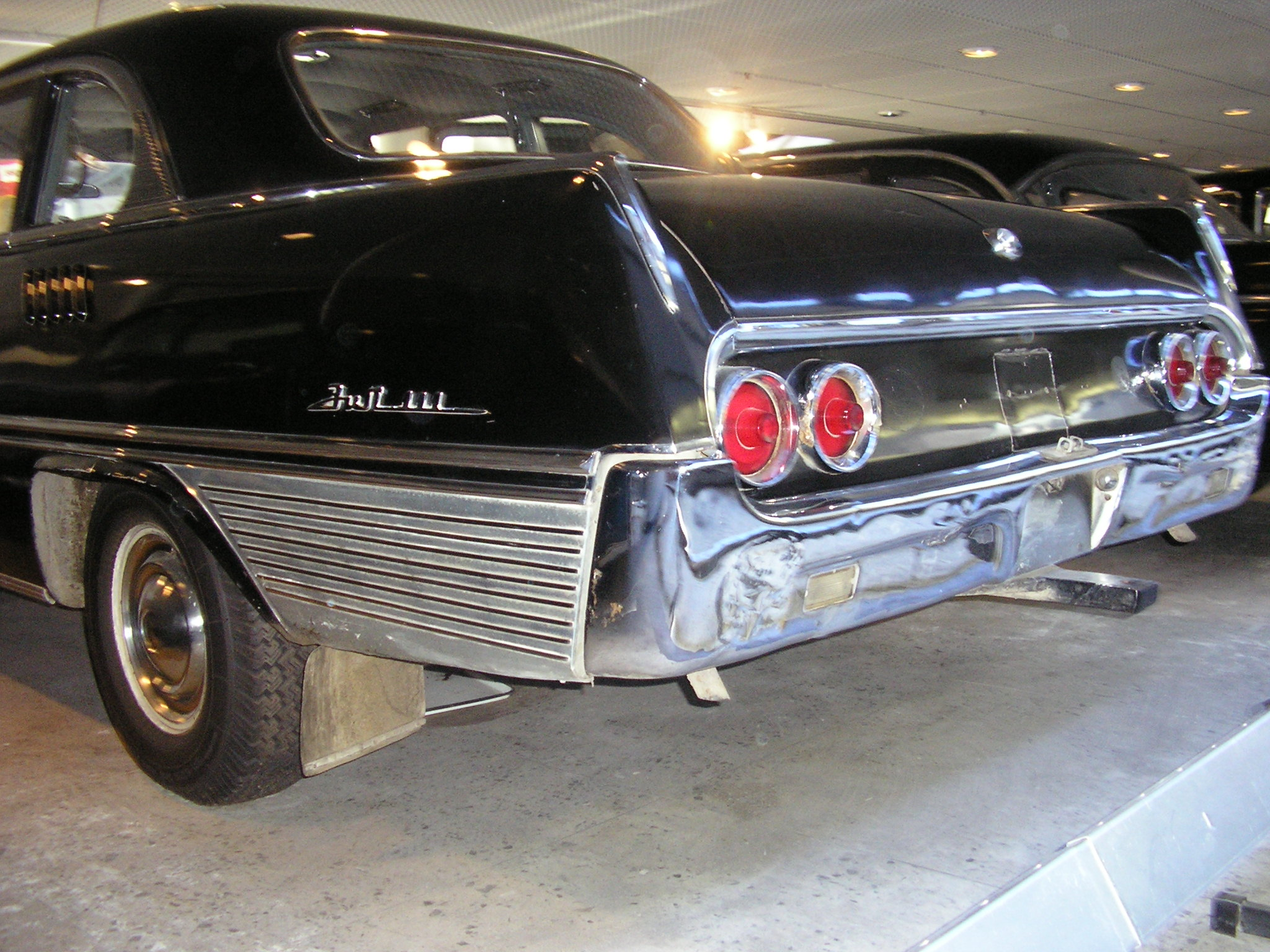
Traseira do ZIL-111G

## Variantes
- ZIL-111 – versão de produção original
  - ZIL-111A – versão com ar condicionado
  - ZIL-111V – versão conversível
- ZIL-111G – versão modernizada do modelo
  - ZIL-111D – versão conversível